# Секст Ноний Квинтилиан
Вижте пояснителната страница за други личности с името Секст Ноний Квинтилиан.
Секст Ноний Квинтилиан (на латински: Sextus Nonius Quinctilianus) e сенатор на ранната Римска империя през първата половина на 1 век.

## Биография
Произлиза от фамилията Нонии. Син е на сенатор Луций Ноний Аспренат и на Квинтилия, сестра на Публий Квинтилий Вар. Той е брат на Луций Ноний Аспренат (суфектконсул 6 г.).
През 8 г. той става консул заедно с Марк Фурий Камил. Прею 16/17 г. е проконсул на провинция Азия.
Ноний е женен за Сосия, дъщеря на Гай Сосий (консул 32 пр.н.е.), и е баща на Секст Ноний Квинтилиан (суфектконсул 38 г.).